# Christel Zachert
Christel Zachert (* 1940 in Berlin) ist eine deutsche Autorin und Finanzberaterin. Sie gründete zudem eine Stiftung, die sich für krebskranke Kinder einsetzt.

## Leben und Wirken
Zachert absolvierte nach dem Abitur eine kaufmännische Ausbildung und heiratete den späteren Präsidenten des Bundeskriminalamtes Hans-Ludwig Zachert. Aus der Ehe gingen drei Kinder hervor, zwei Söhne und die Tochter Isabell, die 1982 im Alter von 16 Jahren an einer Krebserkrankung verstarb. Über Isabells letztes Lebensjahr schrieb Christel Zachert ihr erstes Buch. Wir treffen uns wieder in meinem Paradies wurde in mehr als 30 Sprachen übersetzt, unter anderem erschien es auf Englisch, Niederländisch, Ungarisch, Italienisch und Türkisch. 
1995 gründete sie mit den Erlösen des Buches die Isabell-Zachert-Stiftung, die sich seitdem für krebskranke Kinder einsetzt und von der Deutschen Kinderkrebsstiftung treuhändisch verwaltet wird. Neben ihrer Tätigkeit als Autorin und dem Engagement für die Kinderkrebshilfe ist Zachert als Finanzberaterin tätig.
2009 wurde Zachert für ihr Engagement für krebskranke Kinder mit dem Verdienstkreuz am Bande des Verdienstordens der Bundesrepublik Deutschland ausgezeichnet. 2022 erhielt sie das Verdienstkreuz 1. Klasse dieses Ordens.
Einer der Söhne ist der Wirtschaftsmanager Matthias Zachert, Vorstandsvorsitzender bei Lanxess.

## Veröffentlichungen
- mit Isabell Zachert: Wir treffen uns wieder in meinem Paradies, Bastei-Lübbe, 1993, ISBN 3-7857-0682-0, 14. Auflage 2010, ISBN 3404613511
- Mädchen, was die Jungs können, kannst du schon lange!, Bastei-Lübbe, 1999, ISBN 3785709560
- Puppchen, aus dir wird noch was, Bastei-Lübbe, 2002, ISBN 3404146638
- Mein Weg auf den Kilimandscharo – Nur wer sich aufmacht, kommt an seine Grenzen, Brendow-Verlag, 2009, ISBN 3865063101

## Auszeichnungen
- Bundesverdienstkreuz am Bande 2012
- Bundesverdienstkreuz 1. Klasse 2022[5]